# 1,1-Difeniletanol
1,1-Difeniletanol, α-metilbenzidrol, alfa-metilbenzidrol ou metildifenilcarbinol, é o composto químico orgânico de fórmula C14H14O, fórmula linear CH3C(C6H5)2OH, massa molecular 198,26. Apresenta-se como cristais quase brancos, com ponto de fusão de 77 a 81°C, ponto de ebulição 165°C a 12 mmHg e densidade 1,07. É classificado com o número CAS 599-67-7, número EC 209-970-1, número MDL MFCD00004450, PubChem Substance ID 24849205, EINECS 209-970-1 e Mol File 599-67-7.mol.
É sintetizado a partir do bromobenzeno, reagindo este com magnésio, em meio de éter etílico, obtendo-se o brometo de fenilmagnésio, e posteriormente, pela reação de Grignard, tratado por acetofenona.